# Sean-nós
Sean-nós (irl. „stary styl”) – tradycyjny, solowy oraz a cappella sposób wykonywania pieśni głównie w języku irlandzkim, występujący głównie na zachodzie i południu Irlandii. Charakteryzuje się specyficzną ornamentacją, odmienną dla różnych regionów kraju – bogaty w ozdobniki styl Connacht, nieco uboższy południowy i prosty, surowy styl na północy.

## Charakterystyka
Poeta, pieśniarz i autor wielu książek traktujących o muzyce tradycyjnej Tomás Ó Canainn powiedział:

Muzyka irlandzka nie może być w pełni rozumiana bez poznania śpiewu Sean-nōs! To klucz który otwiera każdy zamek.

Pieśni Sean-nōs mogą być względnie proste w treści, jednak długie i o złożonej melodyce. Dobre wykonanie polega na urozmaicaniu ornamentacji i rytmiki z wersu na wers tak by się nie powtarzały, a tym samym nie nudziły.
Ornamentyka oparta jest głównie na melizmacie, czyli śpiewaniu kilku nut (figur melodycznych) na jednej sylabie i nie oddzielaniu poszczególnych dźwięków wyraźnymi interwałami
Dekoracyjne elementy śpiewu Sean-nōs to:
1. bogata ornamentacja przy szczytowym zasięgu tonalnym głosu
2. charakterystyczna dla Ulsteru nazalizacja
3. południowa forma nazalizacji – śpiewanie głoski „m”, „n” lub zbitki „ng” na końcu frazy
4. krótkie pauzy po glissandach zwłaszcza przy śpiewie kobiecym
5. wydłużone frazy osiągane przez specjalną kontrolę oddechu
6. tendencja do brania oddechu podczas łączenia słów, a nie na końcu wiersza
7. kończenie pieśni poprzez melorecytację
8. wariacje melodyczne z wersu na wers i modulacja dynamiki

Wszystkie te sposoby służą osiągnięciu celu jakim są:
- danie poczucia ciągłości melodii poprzez wypełnienie luk między słowami brzmieniem nosowego burdonu (basowy długotrwały dźwięk odgrywający rolę prymitywnego akompaniamentu)
- zwrócenie uwagi na ważne dla wymowy utworu słowa poprzez znaczące pauzy
- ekspresyjne przejścia z poziomu muzyki do „szarej rzeczywistości” poprzez zmianę śpiewu na recytację przy końcu linii melodycznej

Kilka pieśni zwłaszcza starszych jest ułożonych w skalach modalnych. Może to stanowić problem dla wykonawców przyzwyczajonych do systemu dur-moll. Niektóre melodie mogą również odbiegać od zachodniego systemu dźwiękowego i skali temperowanej. Powoduje to, że dla klasycznie wykształconego ucha pieśni te brzmieć mogą jak arabskie lub hinduskie, jednak są one wytworem cywilizacji europejskiej.

## Wykonanie
Interakcja pomiędzy wykonawcą i publicznością ma kluczowe znaczenie podczas śpiewu Sean-nōs
1. Przed śpiewem piosenkarz wczuwa się w tekst, który ma wykonać – jest to traktowane jako część występu
2. Śpiewak może zająć stanowisko w kącie pokoju, twarzą do ściany w celu uzyskania lepszego efektu akustycznego (starodawna metoda nagłośnieniowa)
3. Publiczność nie musi zachowywać się cicho. Może brać udział w koncercie poprzez komentarze i słowa zachęty, zdarza się, że osoba z audytorium podchodzi do wykonawcy i np. chwyta go za rękę, aby podkreślić swoją empatię z wokalistą. Taka interakcja nie zakłóca wykonania, a nawet powoduje muzyczną odpowiedź pieśniarza.
4. Większość pieśni może być śpiewana zarówno przez mężczyzn jak i przez kobiety, zdarzają się jednak teksty opisujące rzeczywistość z punktu widzenia konkretnej płci.

## Typowe treści
Poezja miłosna, lamenty, opis wydarzeń historycznych (rebelii, czasów głodu), dziecięce kołysanki, hymny religijne, piosenki komiczne lub kombinacje wszystkich wymienionych. 
Przekaz tych pieśni przez całe stulecia był wyłącznie ustny. Pierwsze zostały spisane w XVI wieku na potrzeby śpiewnika królowej Elżbiety I, który zawarł ich angielskie opracowania. Większość pieśni spisano w wieku XVIII. Współcześnie wyróżnia się dwie szkoły Sean-nōs – jedna twierdzi, że powinny powstawać nowe utwory, które odzwierciedlają przemiany cywilizacyjne i społeczne. Druga szkoła obstaje natomiast przy utworach tradycyjnych, stanowiących istotę Sean-nōs.
Współcześnie nowoczesne sceny i technika estradowa wyrywają pieśni Sean-nōs z ich kontekstu społecznego i kulturowego dlatego dziś rzadko możemy je usłyszeć. Zdarzają się jednak wyjątki. Piosenkarką z kręgu muzyki popularnej, która wykorzystuje elementy śpiewu Sean-nōs jest Sinéad O’Connor.
Jeżeli chodzi o tradycyjny śpiew krain celtyckich to pokrewnym zagadnieniem dla Sean-nōs jest tzw. Mouth Music. Określa się w ten sposób rytmiczną muzykę wokalną do tańca, wykonywaną spontanicznie, zazwyczaj bez żadnego akompaniamentu instrumentalnego. W związku z tym śpiewem imituje się często skrzypce, drumle, akordeony czy dudy. W takim przypadku słowa ustępują onomatopejom czy przypadkowo łączonym sylabom - stąd inne, nazwy na taki śpiew: diddling lub lilting (analogia w tradycji polskiej: tralalala, nanana).